# یکاترینبورگ

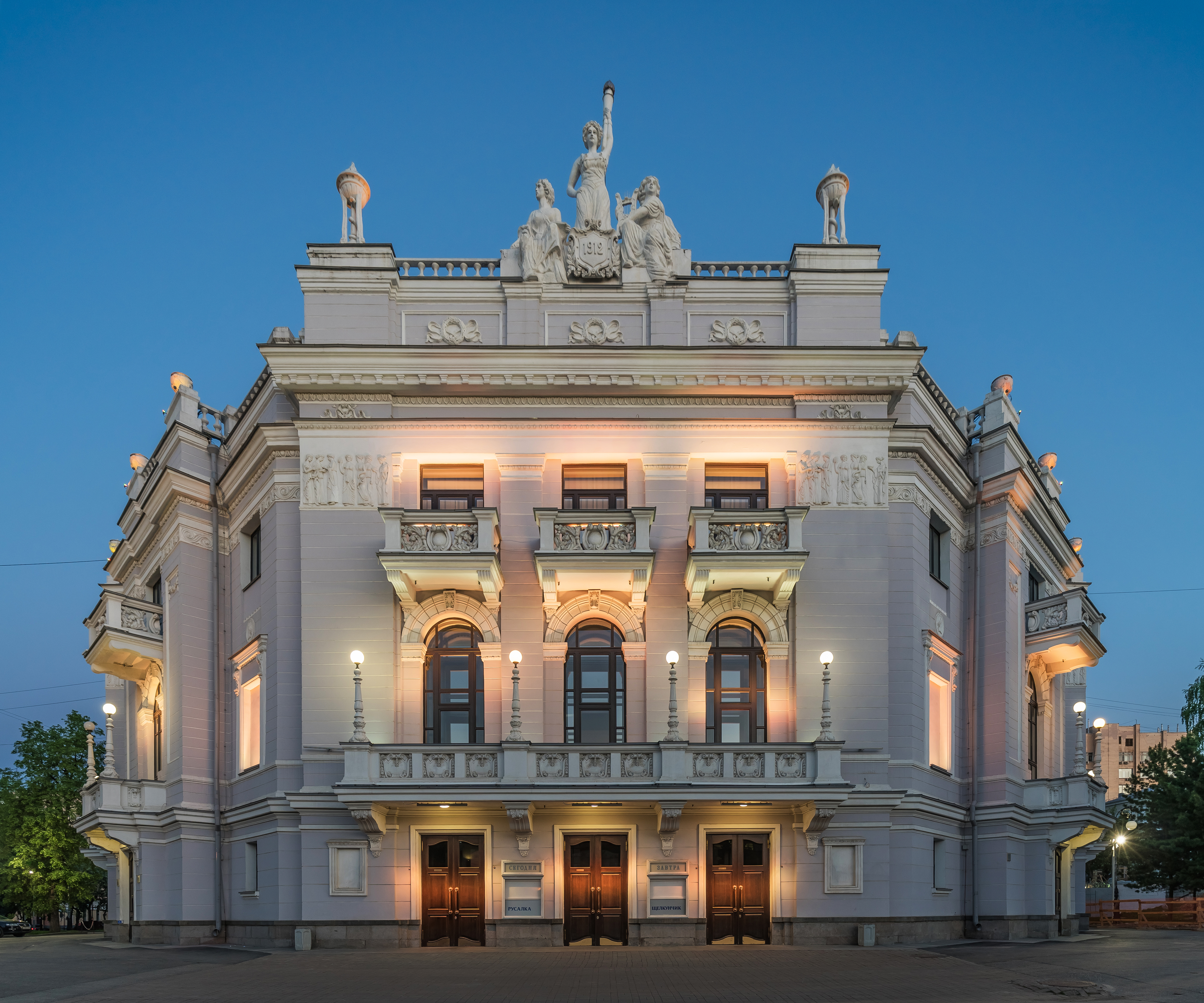
نمایی بیرونی از تالار اپرا و باله یکاترینبورگ این مجموعه در سال ۱۹۱۲ میلادی تاسیس شد

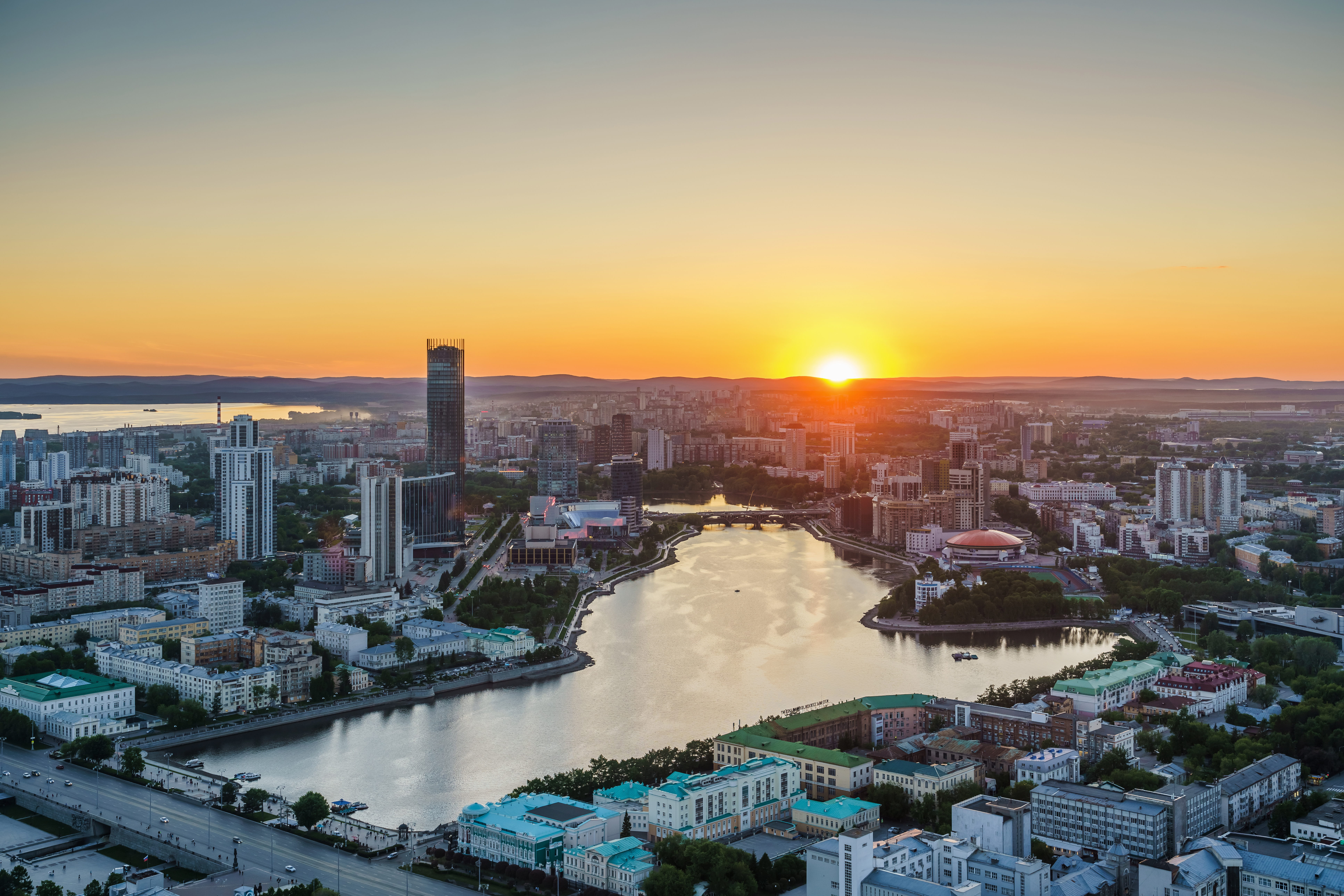
چشم‌انداز یکاترینبورگ

یکاترینبورگ (به روسی: Екатеринбург، نام پیشین: سوردلوفسک)، یکی از شهرهای مهم روسیه است که مرکز استان سوردلوفسک به حساب می‌آید. این شهر همچنین به‌عنوان مرکز صنعتی و فرهنگی ناحیه فدرالی اورال شناخته می‌شود.
جمعیت این شهر بر پایه سرشماری سال ۲۰۱۰، برابر ۱,۳۴۹,۷۷۲ نفر بوده‌است و بنابراین چهارمین شهر پرجمعیت روسیه به‌شمار می‌رود. یکاترینبورگ بین سال‌های ۱۹۲۴ تا ۱۹۹۱ با نام سوردلوفسک (اسوردلوفسک) شناخته می‌شده‌است. نام پیشین برگرفته از نام یاکوف اسوردلوف یکی از رهبران بلشویک بود.
یکاترینبورگ در ۱۸ نوامبر ۱۷۲۳ تأسیس شد و از نام ارتدکس کاترین یکم (متولد مارتا هلنا اسکورونسکا) همسر لهستانی امپراتور روسیه پتر کبیر نامگذاری شد. این شهر به عنوان پایتخت معدن امپراتوری روسیه و همچنین یک ارتباط استراتژیک بین اروپا و آسیا بوده است. در سال ۱۷۸۱، کاترین کبیر به یکاترینبورگ، وضعیت شهر منطقه‌ای استان پرم را داد و مسیر تاریخی سیبری را از طریق شهر ساخت. یکاترینبورگ به شهری کلیدی برای سیبری تبدیل شد که منابع غنی داشت. در اواخر قرن نوزدهم، یکاترینبورگ به یکی از مراکز جنبش های انقلابی در اورال تبدیل شد. در سال ۱۹۲۴، پس از تأسیس اتحاد جماهیر شوروی سوسیالیستی، این شهر به نام یاکوف اسوردلوف، رهبر بلشویک ها، به اسوردلوف تغییر نام داد. در دوران شوروی، اسوردلوف به یک نیروگاه صنعتی و اداری تبدیل شد. در ۲۳ سپتامبر ۱۹۹۱ این شهر به نام تاریخی خود بازگشت.
یکاترینبورگ یکی از مهم ترین مراکز اقتصادی روسیه و یکی از شهرهای میزبان جام جهانی فوتبال ۲۰۱۸ بود. این شهر در حال حاضر رونق اقتصادی و جمعیتی را تجربه می کند که منجر به قرار گرفتن برخی از بلندترین آسمان خراش های روسیه در این شهر شد. یکاترینبورگ مقر منطقه نظامی مرکزی نیروهای مسلح روسیه و همچنین هیئت رئیسه شعبه اورال آکادمی علوم روسیه است.

## جمعیت‌شناسی
بر طبق نتایج سرشماری‌های انجام شده از گذشته تا کنون، جمعیت این شهر از تنها ۴۰۰۰ نفر در سال ۱۷۲۴ میلادی به ۱٬۳۴۹٬۷۷۲ نفر در سال ۲۰۱۰ میلادی رسیده که روند رو به رشد آن را نشان می‌دهد:
- ۱۹۳۳ میلادی: ۴۶۲٬۶۰۰
- ۱۹۵۶ میلادی: ۷۰۷٬۰۰۰
- ۱۹۶۲ میلادی: ۸۵۳٬۰۰۰
- ۱۹۸۹ میلادی: ۱٬۳۶۴٬۶۲۱[۱]
- ۲۰۰۲ میلادی: ۱٬۲۹۳٬۵۳۷[۲]
- ۲۰۰۷ میلادی: ۱٬۳۱۵٬۱۰۰[۳]
- ۲۰۱۰ میلادی: ۱٬۳۴۹٬۷۷۲[۴]

## مترو
متروی یکاترینبورگ در سال ۱۹۹۱ تأسیس شده و هم‌اکنون دارای ۱ خط و ۹ ایستگاه می‌باشد.

## شهرهای خواهرخوانده
- سن‌خوزه، کالیفرنیا، آمریکا، ۱۹۹۲[۵]
- ووپرتال، آلمان، ۱۹۹۳
- گوانژو، چین، ۲۰۰۲[۶]
- موست، جمهوری چک
- پلزن، جمهوری چک
- همدان، ایران[۷]
- ژنوا، ایتالیا
- فرنتینو، ایتالیا[۸]
- اینچئون، کره جنوبی

## نگارخانه

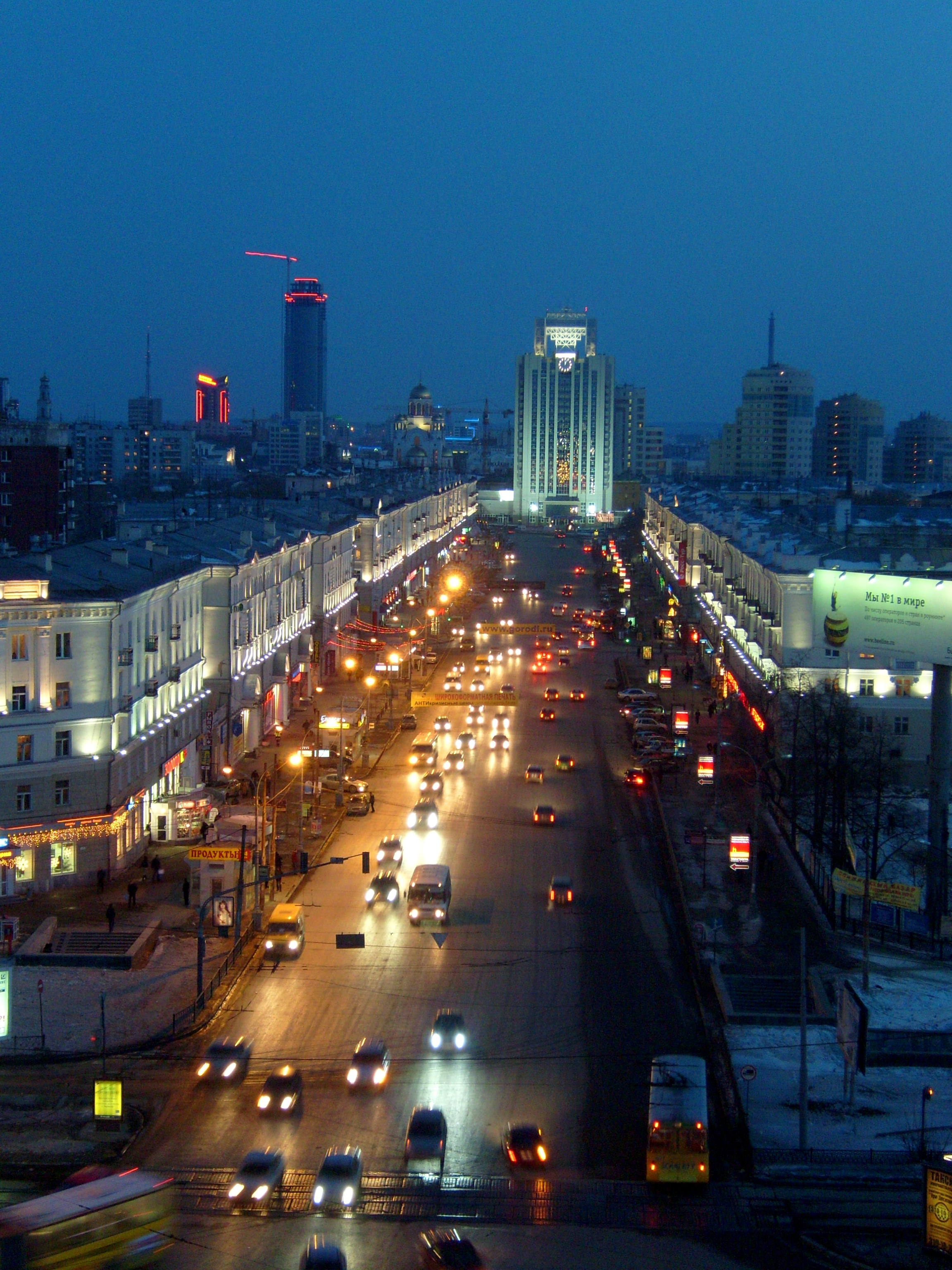
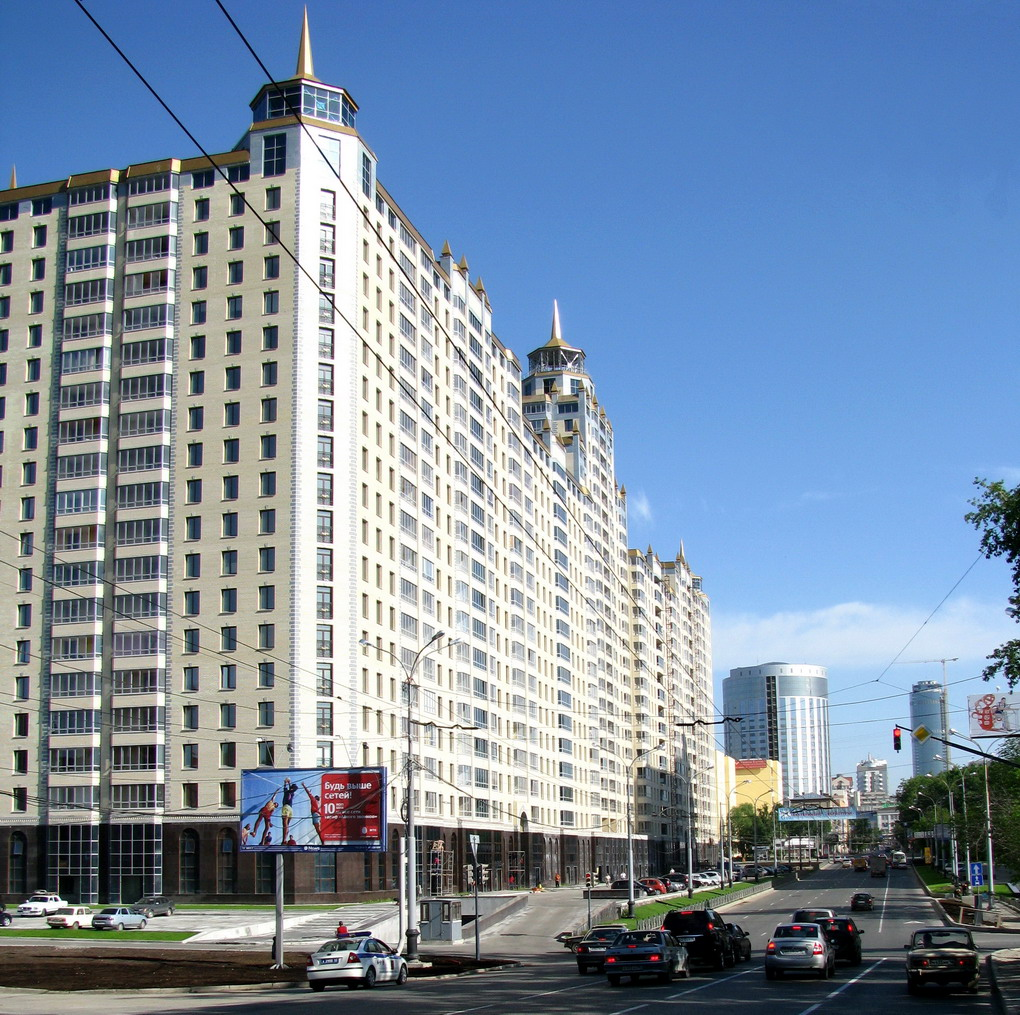
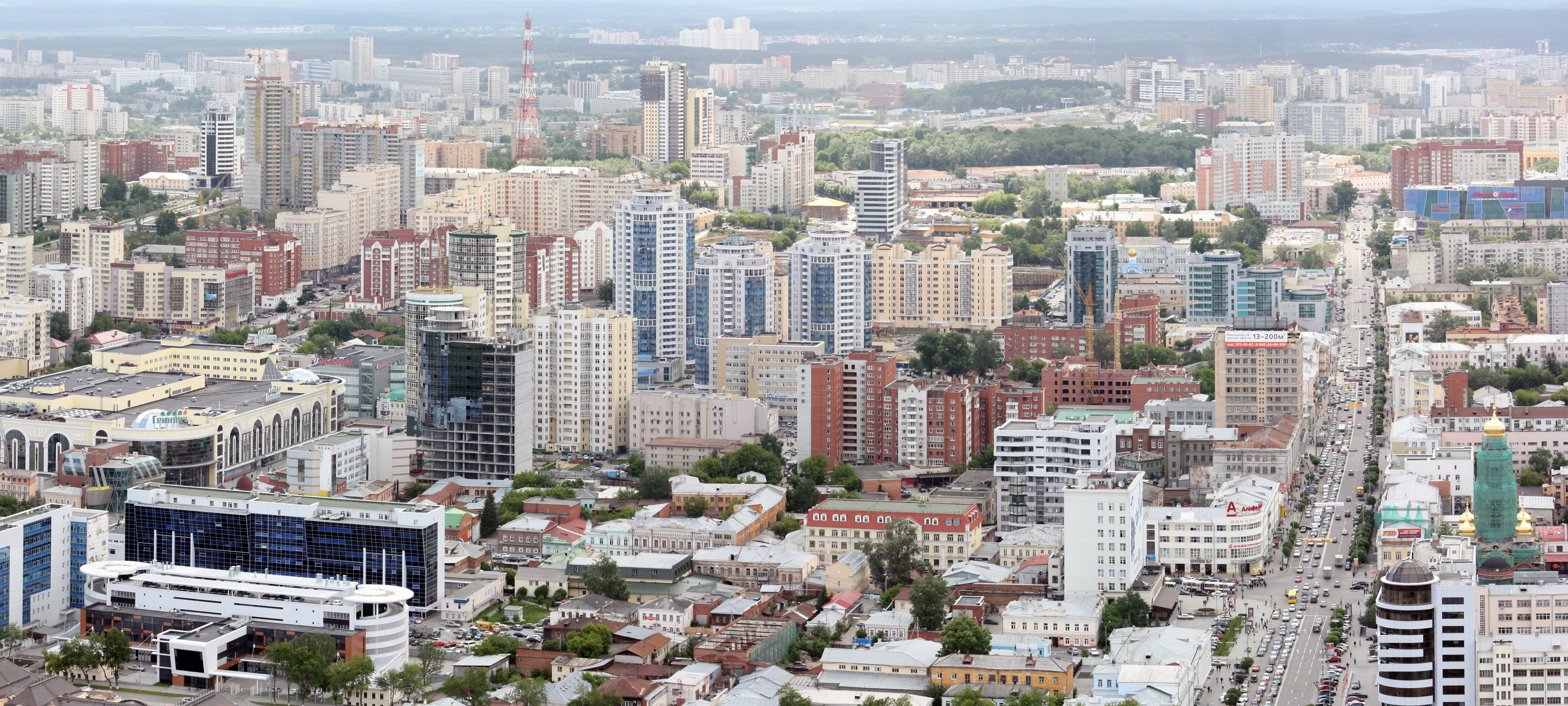
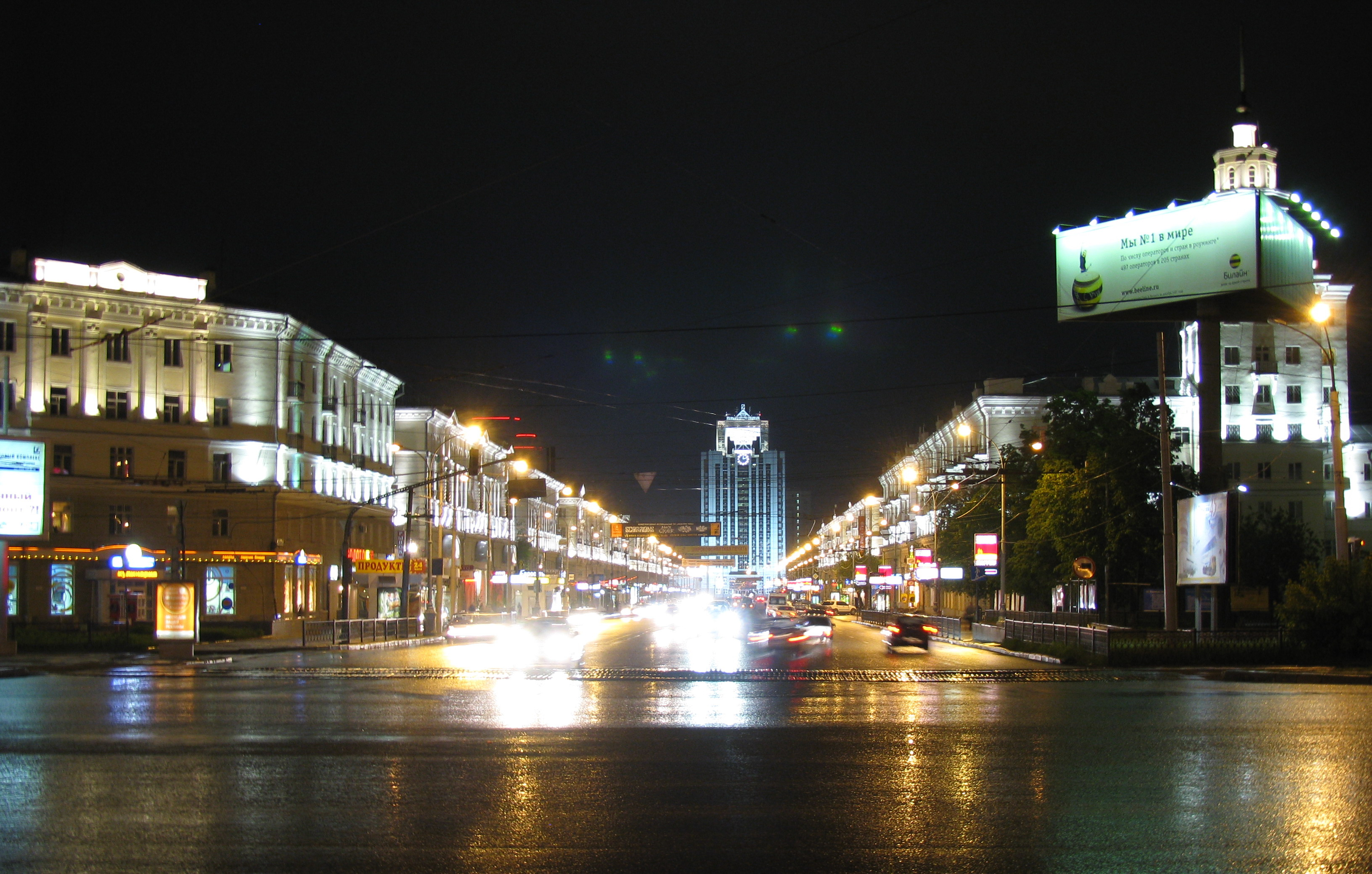
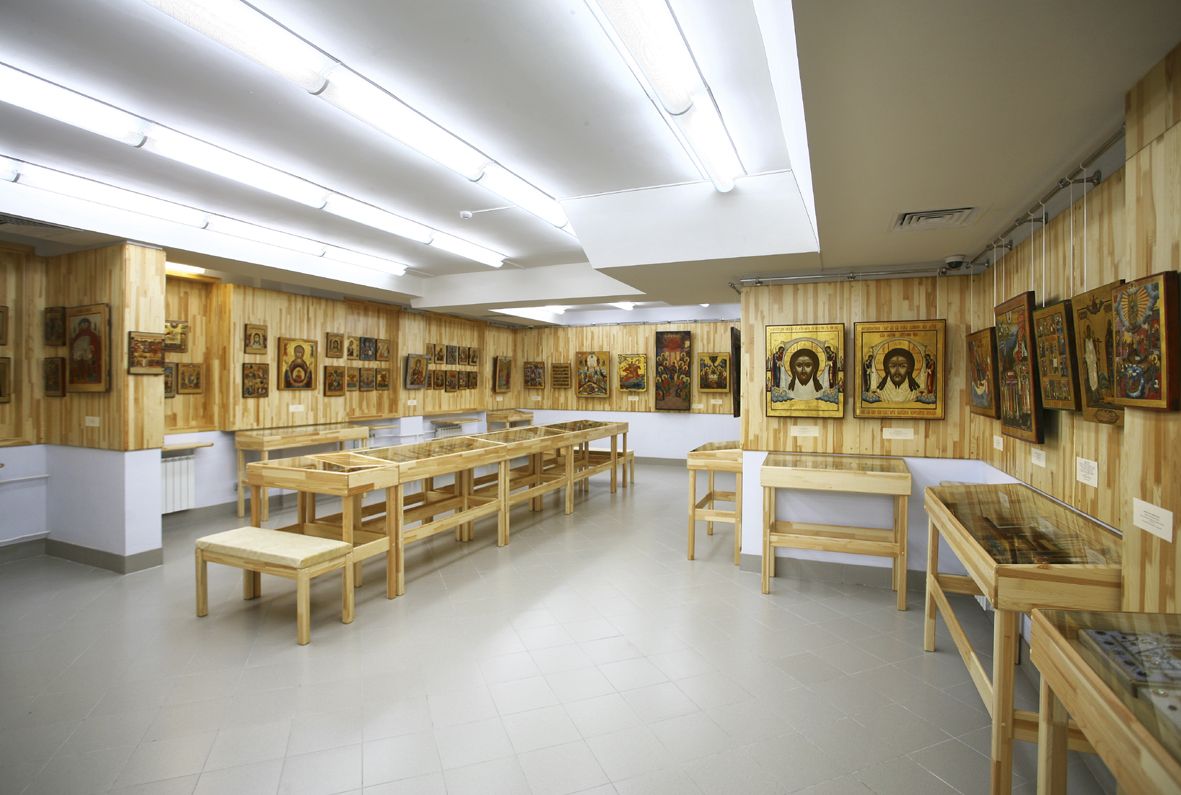